# Иван Жолгер
Иван Жолгер (Девина, 1867 − 1925) био је словеначки правник и дипломата.
Био је министар без портфеља у Аустроугарској 1917−1918.
Професор Иван Жоглер је био део делегације Краљевине СХС на конференцији мира у Паризу. Именовањем Жоглера, који је био министар у аустроугарској влади, углед делегације пред савезницима је знатно умањен.
Члан делегације Краљевине СХС на I заседању Скупштине Друштва народа у Женеви. Представник Краљевине СХС у Сталном суду међународне правде у Хагу 1920.